# 門田誠一
門田 誠一（もんた せいいち、1959年- ）は、日本の東アジア考古学者、文化史学者。
～2021年　佛教大学歴史学部教授
2022年～　佛教大学名誉教授。

## 学歴
1984年　同志社大学大学院文学研究科 文化史学専攻修了
2006年　博士（文化史学・同志社大学）

## 著書

### 主要著作単著[1]
- 『日本書紀と東アジア考古学』雄山閣出版、2024年
- 『出土文字資料と宗教文化』思文閣出版 2022年 ISBN　978-4-7842-2031-1
- 『魏志倭人伝と東アジア考古学 』吉川弘文館 2021年　ISBN　9784642081542
- 『海からみた日本の古代』（復刊）〈読みなおす日本史〉吉川弘文館 2020年 ISBN　9784642071291
- 『はんこと日本人』（復刊）〈読みなおす日本史〉吉川弘文館 2018年 ISBN　9784642067676
- 『東アジア古代金石文研究』法藏館 2016年 ISBN　9784831874450
- 『高句麗壁画古墳と東アジア』 思文閣出版 2011年 ISBN　978-4-7842-1546-1
- 『文学のなかの考古学』思文閣出版 2008年 ISBN

978-4-7842-1430-3
- 『古代東アジア地域相の考古学的研究』学生社 2006年
- 『旅する考古学―遺跡で考えた地域文化―』昭和堂 2004年
- 『海でむすばれた人々―古代東アジアの歴史とくらし―（新版）』昭和堂 2001年
- 『はんこと日本人』大巧社 1997年
- 『海でむすばれた人々―古代東アジアの歴史とくらし―』同朋舎出版 1993年
- 『海からみた日本の古代』新人物往来社　1992年

### 編著・共著
- 『新時代の博物館学』芙蓉書房出版社 2012年
- 『歴史を学ぶ歴史に学ぶ―歴史学部への招待―』佛教大学 2011年
- 『よくわかる考古学』ミネルヴァ書房 2010年
- 『古代東アジア交流の総合的研究』国際日本文化研究センター 2008年
- 『京の公家屋敷と武家屋敷（同志社女子中・高校静和館地点、校友会新島会館別館地点の発掘調査 』同志社埋蔵文化財委員会編　1994年
- 『日本海と出雲世界』海と列島文化第2巻　小学館　1991年
- 『海の向こうから見た吉野ケ里遺跡―卑弥呼の原像を求めて―』社会思想社  1991年

## 受賞[1]
- 1989年　日本海文化研究論文優秀賞（富山市）「日本と韓国における硬玉製勾玉についての再吟味」『日本海文化研究』富山市教育委員会
- 2007年　第5回佛教大学学術賞
- 2023年　第13回日本考古学協会賞　大賞  『魏志倭人伝と東アジア考古学』　吉川弘文館　2021年12月発行